# Комкай
Комкай — село в Оловяннинском районе Забайкальского края в составе сельского поселения «Улятуйское».

## География
Расположено в восточной части района примерно в 100 километрах по прямой на северо-восток от районного центра поселка Оловянное и в 14 километрах от села Улятуй.

## Климат
Климат резко континентальный. Кол-во осадков от 300 до 400 мм/год. Очень сухо весной и в начале лета. Высота снежного покрова около 8 см. Вегетационный период 130—150 дней.
Среднегодовая температура воздуха составляет (-1,4°С), абсолютная максимальная температура воздуха — (+39,2°С), абсолютная минимальная температура воздуха — (-45,5)°С.

## История
Основано в 1772 году.

## Население
Постоянное население в 2002 году 162 человека (100 % русские), в 2010 году 129 человек